# Kristóf görög királyi herceg
Kristóf görög királyi herceg, hivatalosan Kristóf görög és dán királyi herceg (görögül: Πρίγκιπας Χριστόφορος της Ελλάδας; magyaros átírással: Príngipasz Hrisztóforosz tisz Eládasz; Pavlovszk, 1888. augusztus 10. – Athén, 1940. január 21.) görög és dán királyi herceg, az első világháború után felajánlották neki Litvánia trónját, melyet azonban visszautasított.

## Élete

### Származása és fiatalkora
Kristóf herceg 1888-ban született I. György görög király hetedik, utolsó gyermekeként, illetve ötödik fiaként. Édesapja a görög trón megszerzése előtt dán királyi hercegi rangot viselt, melyet továbbörökített utódaira is. Édesanyja a Romanov-házból származó Olga Konsztantyinovna orosz nagyhercegnő volt.
A Krisztónak becézett Kristóf herceg édesanyja szülőhazájában, Oroszországban látta meg a napvilágot. Orosz ortodox hitre keresztelték meg, keresztszülei maga III. Sándor cár és a herceg nagynénje, Mária Fjodorovna cárné voltak. Olga királyné és Kristóf herceg később is gyakran visszajártak Oroszországba, több hónapot töltve el Olga királyné rokonainál. Remek kapcsolatot ápoltak a későbbi II. Miklós cárral és feleségével, Alexandra Fjodorovna cárnéval. Emellett Kristóf herceg már kisfiúként szoros barátságot kötött unokatestvérével, a majdani V. György brit királlyal.
Akárcsak bátyjai, ő is igen fiatalon került be a pireuszi katonai akadémiára, bár a herceg maga sokkal jobban szeretett volna zongorázni. Zenei tehetségét maga Enrico Caruso, a híres olasz tenorista is elismerte. 1908-ban ő és testvérei is kénytelenek voltak otthagyni a katonai pályát egy nacionalista szerveződés hatására. Az első világháború után a hercegnek felajánlották Litvánia trónját, ám ő nem fogadta el azt. A herceg erről így vélekedett: „Semmi nem vehet rá engem arra a nap alatt, hogy elfogadjak egy királyságot. Egy korona túlságosan is nehéz dolog ahhoz, hogy könnyen fel lehessen venni. Azoknak kell viselnie, akik a sors akaratából arra születtek, de hogy bárki önként vállalja fel ezt a felelősséget, arra véleményem szerint senkit nem szabad a kötelezettségeivel kényszeríteni.”

### Az első házasság

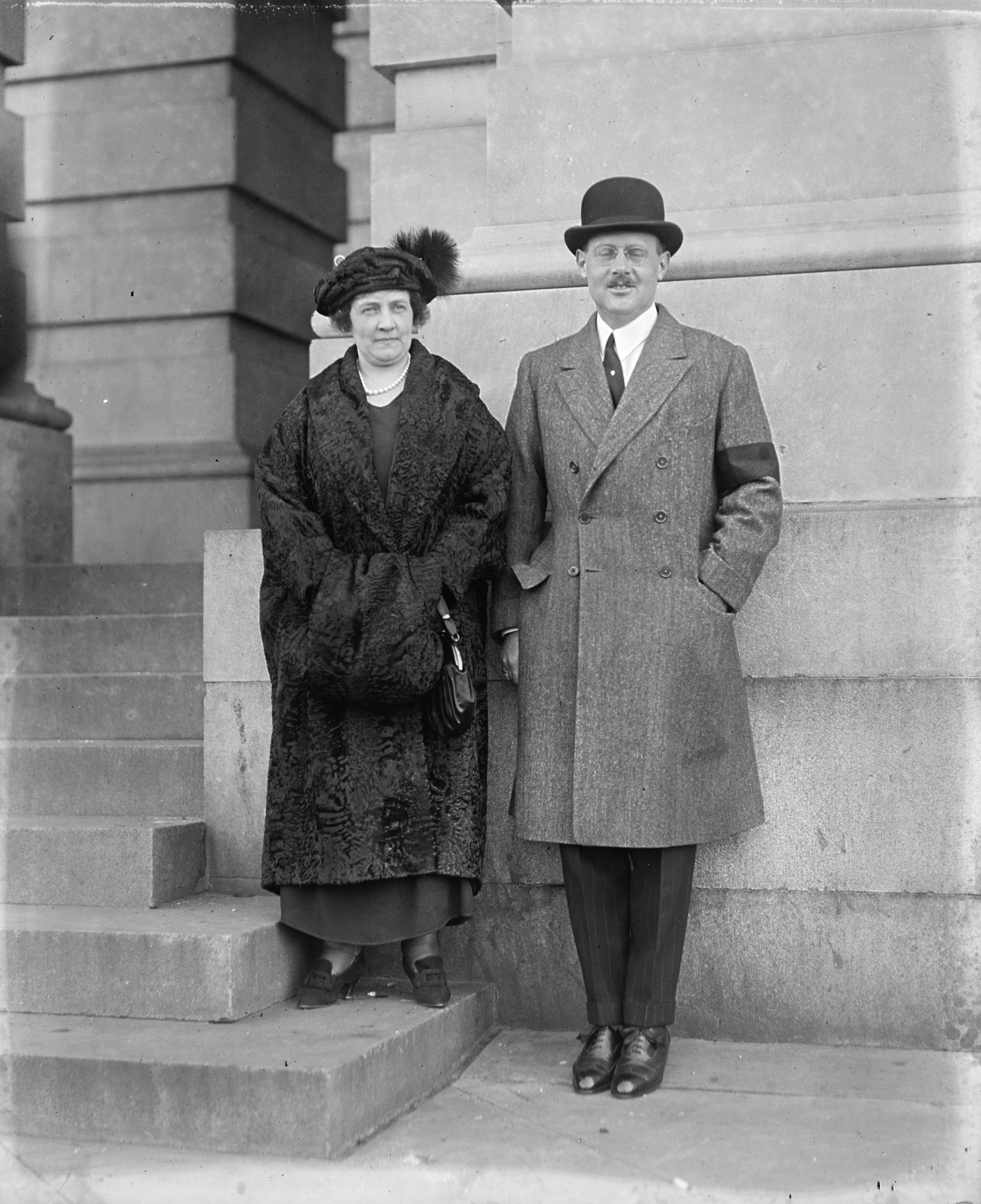
Kristóf herceg és első felesége 1923-ban

1910-ben eljegyezte Alexandrát, Fife hercegnőjét, Viktória brit királynő egyik unokáját. A kapcsolatnak azonban a szülők nyomására hamar vége szakadt, s Kristóf herceg nagy érdeklődést mutatott egyik unokatestvére, Olga Alekszandrovna orosz nagyhercegnő irányába. Ezt a házasságot azonban lehetetlenné tette az ortodox vallás, mely nem engedélyezi közeli rokonok házasságát.
1914-ben a herceg megismerte None May Nancy Stewart Worthington Leeds-t, egy elvált amerikai milliomosnőt. Egymásba szerettek, azonban Nancy nem származott királyi vérből, így a család nem engedélyezte a házasságot. Kristóf herceg mégis eljegyezte Nancyt. 1917-ben lemondatták I. Konstantin királyt, Kristóf bátyját. A görög királyi család legtöbb tagja svájci száműzetésbe vonult, s Nancy anyagi segítséget nyújtott nekik. A herceg és Nancy végül Vevey-ben, 1920. február 1-jén házasodtak össze. Nancy áttért a görög ortodox hitre, és felvette az Anasztázia nevet, mellé pedig görög királyi hercegnéi rangot kapott. A pár Olaszországban, Palermóban telepedett le, ahol Villa Anastasia néven megépítették közös otthonukat. Olga királyné később odaköltözött hozzájuk, s itt élt egészen 1926-ban bekövetkezett haláláig.
Nem sokkal a házasság után, 1923. augusztus 29-én Nancy rák következtében elhunyt Londonban. Házasságukból nem született gyermek, bár Kristóf hercegnek volt felesége révén egy mostohafia, aki a herceg egyik unokahúgát, Kszenyija Georgijevna orosz hercegnőt vette feleségül.
Özvegyként Kristóf herceg rengeteget utazott, bejárta egész Európát. 1927-ben még az Amerikai Egyesült Államokba is eljutott, hogy meglátogassa mostohafiát és unokahúgát. Később találkozott Anna Andersonnal, aki azt állította magáról, hogy ő az utolsó cár legkisebb leánya, Anasztaszija nagyhercegnő. A legtöbb Romanovhoz hasonlóan a herceg sem hitte el Andersonnak, hogy azonos Anasztaszijával.

### A második házasság
1929. február 10-én, Palermóban, polgári esküvő keretében Kristóf herceg újra megnősült. Ezúttal Franciskát, Orléans és Guise hercegnőjét vette el. Február 11-én tartották az egyházi ceremóniát. Egyetlen gyermekük született, Mihály herceg 1939-ben, nem sokkal Kristóf herceg halála előtt.
Franciska hercegnő és Kristóf hol a Villa Anastásiában, hol Rómában laktak, szerény körülmények között. 1936 novemberében restaurálták a görög monarchiát, így a család visszatérhetett Görögországba; Kristóf herceg első nejét pedig újratemették Tatoin.
A második világháború kitörésekor II. György király hazarendelte Kristóf herceget Görögországba, hogy őt bízza meg a külföldi tárgyalások egy részének lebonyolításával. A herceg tüdeje az úton súlyosan megbetegedett, és 1940. január 21-én Athénban meghalt. Felesége már csak halála után érkezett meg a görög fővárosba. A herceget Tatoin, a királyi temetkezőhelyen temették el. Emlékiratait 1938-ban adták ki Ő Királyi Fensége Kristóf görög királyi herceg memoárjai címen.

## Fordítás
- Ez a szócikk részben vagy egészben  a   Christophe de Grèce című francia Wikipédia-szócikk fordításán alapul.  Az eredeti cikk szerkesztőit annak laptörténete sorolja fel. Ez a jelzés csupán a megfogalmazás eredetét és a szerzői jogokat jelzi, nem szolgál a cikkben szereplő információk forrásmegjelöléseként.